# Lake of Fire (canção)
"Lake of Fire" é uma canção da banda estadunidense Meat Puppets, lançada originalmente no álbum Meat Puppets II, de 1984.

## Versão de Nirvana
Junto de "Plateau" e "Oh, Me", a banda grunge Nirvana tocou "Lake of Fire" durante sua participação no MTV Unplugged em 1993, acompanhados dos irmãos Curt e Cris Kirkwood. Essa versão esteve presente no álbum MTV Unplugged in New York e foi lançada como single promocional.

### Paradas semanais
| Parada (1995)                                | Melhor posição |
| -------------------------------------------- | -------------- |
| Canadá (The Record Contemporary Album Radio) | 31             |
| Canadá (RPM)                                 | 17             |
| Estados Unidos (Billboard Mainstream Rock)   | 22             |
| Estados Unidos (Radio & Records)             | 18             |

### Paradas de fim de ano
| Parada (1995)                    | Melhor posição |
| -------------------------------- | -------------- |
| Estados Unidos (Radio & Records) | 92             |

### Certificações
| Região                                                                                                  | Certificação | Vendas |
| --- | ------------ | ------ |
| Australia                                                                                               | Ouro         | 35 000 |
| Nova Zelândia (RMNZ)                                                                                    | Ouro         | 7 500* |
| *números de vendas baseados somente na certificação ^números de vendas baseados somente na certificação |              |        |